# Kozma György (író)
Kozma György (Kecskeméti Kozma György) (álnevei: Úri Kozmosz, Közmagyar, Geo Cosmos) (Budapest, 1954. május 27. –) magyar író, grafikus, előadóművész, egyetemi oktató, dramaturg, kántor, Kecskeméti György unokája, Kecskeméti Károly és Ferge Zsuzsa unokaöccse.

## Élete
Kozma Géza és Kecskeméti Márta gyermekeként született.
1968–1972 között az akkor még a Budapest Szálló feletti mai és korábbi Baár-Madas épületében lévő Móricz Zsigmond Gimnáziumba járt.
1972–1978 között az Eötvös Loránd Tudományegyetem Bölcsészettudományi Karának magyar-francia-esztétika szakos hallgatója volt. 1974–1975 között a párizsi Sorbonne-n tanult színház szakon (menekültként, azaz disszidensként, ahonnan betegség miatt hazatérhetett 5 év útlevél-elvonással). 1990–1991 között ösztöndíjas volt a jeruzsálemi Héber Egyetemen. 2002-ben végzett a Közép-európai Egyetemen. 2015-ben kántor diplomát szerzett. Jelenleg végzős az OR-ZSE Doktoriskolájában. (2020)
1974–1984 között 7 főiskolás film szövegírója és színésze volt (rendezői: Xantus János /1953–2012/, Can Togay, Söth Sándor, Hámos Gusztáv). A BBS-ben Szentjóby Tamás: Kentaur és Erdély Miklós: Verziók, valamint Bódy Gábor: Kozmikus szem c. filmjében szerepelt. 1978 óta jelennek meg kritikái az ÉS-ben és a Filmvilágban. 1979-ben a Magyar Hirdető Filmstúdiójánál reklámszerkesztő volt. 1980–1981 között a győri Kisfaludy Színházban dramaturg és segédszínész volt, de politikai okokból elbocsátották. 
1981 óta játsszák egy dalszövegét Hunyadi Károly zeneszerző dalára, Elmúlik címmel az Európa Kiadó (majd azóta a Csókolom, és Kamondy Ági és Kirschner Péter verzióiban). Révész Sándornak (Piramis) és Spitzer Somának is írt szövegeket, ezek azonban nem maradtak fenn (csak a www.poet.hu-n olvashatók).
Vető János (Balaton) zenéire írt dalai a youtube-on láthatók a NaHTe-Geo Cosmos csatornán: https://www.youtube.com/watch?v=GePVWiGxMpo
1982–1985 között az ELTE BTK média tanszékén volt óraadó tanár, majd 2016–2019-ben kurzusokat tartott az Színház- és Filmművészeti Egyetemen. 2001–2010 között az Országos Rabbiképző – Zsidó Egyetemen óraadóként filozófiatörténetet tanított.
1984 óta jelennek meg rajzai (az Élet és Irodalomban, a Magyar Naplóban, a Napi Gazdaságban, a Világban, a Hócipőben), 1987–1990 között pedig novellái. 1986–1990 között az Élet és Irodalom című folyóirat heti avantgárd rovatának szerkesztője volt. A  Filmvilágban 1990–2015 közt írt kritikákat. 1990–1991 között a Magyar Posta Magazin munkatársa volt olvasószerkesztőként, grafikusként. 1996–2006 között a Metró újság véleményrovatában írt. 1994–2000 között a Magyar Televízió nemzetközi igazgatóságának referense (tolmács-diszpécser). Amikor elbocsátották a tévétől, egy évig ösztöndíjas volt a XX. Század Intézetben. 1997–1998 között a Szépírók Társaságának szóvivője (mai nevén: alelnöke) volt. Ld:  https://szepiroktarsasaga.hu/  2003–2004 közt az Ifjúsági, Családügyi, Szociális és Esélyegyenlőségi Minisztérium nemzetközise. 2004–2007 közt a Vidám Színpad–Centrál Színház dramaturgja. (Két saját darabját rendezte meg.) 
2007 óta kántorjelölt az Alma utcai Szeretetházban, majd a Hunyadi téri templomban, később Gyöngyösön, Szombathelyen, Sopronban, Szegeden, Hódmezővásárhelyen volt gyakorlatokon fél vagy egy-egy évig. 2015-ben kántori diplomája alkalmával elküldték rajzait a Hócipő Magazintól. Rajzai ma (2020) a MÚOSZ Karikaturista Szakosztály www.fonaklap.hu oldalán jelennek meg. 2017-ben lett nyugdíjas kántor és al-rabbi. Abszolválta a rabbiszakot, de nem tette még le a rabbivizsgát.  
2017 óta az Olajág Otthonok Senior Inventor Club-ját vezeti, ahol egy 100 éves kézirat alapján – amely Mannheim Károlytól, dédnagybátyjától /1893–1947/ és Ritoók Emmától, a dédnagynénjétől /1868–1945/ ered – egy Quiz Póker kártyajátékot fejlesztenek. (Híres emberek nevei vannak a lapokon és emiatt extra pontokat hordoznak.) Látható a www.orgcosmic.wordpress.com linken.
2019-ben slam-poetry versenyeken indult. 
Kiállításai a Liget Galéria archívum oldalán láthatók.
Filmkiritkái olvashatók a http://www.filmvilag.hu/ archívumán.
Versei, dalszövegei a www.poet.hu/szerzo/Kozma_Gyorgy oldalon olvashatók.
Angolul 2005 óta rendszeresen megjelennek cikkei, novellái, versei a Jack Kerouac köre által indított avantgarde art portálon a www.sfsalvo.com/Lit/lozma9.html oldalon.
Két felnőtt gyermeke van: Kozma Zsófi Rebeka és Kozma Gáspár Leó.

## Színházi szerepei
- William Shakespeare: Hamlet....Fortinbras /Győri Színház, 1981, R: Bódy Gábor, Szikora János/
- Kozma György: Úri kozmosz /Egyetemi Színpad, 1992, R: Kozma Gy./
- Theodor Herzl: A menekült – /Centrál Színház, 2004: R: Kozma Gy./
- Fischer Iván: A Vörös Tehén /Millenáris, 2013, R: Ascher Tamás/

## Művei
- A pesti kabaré; Művelődéskutató Intézet, Bp., 1984.
- Izzó parázs (versantológia, szerk. Lukin Gábor, szerzőtársak: Menyhárt Jenő, Vető János, Víg Mihály 1984)
- Balettcipőben Tokióig (gyermekregény, 1986 Lakner Judittal)
- Kozmosz-tévé 89/90; SZDSZ, Bp., 1990
- Nijinsky, a gólem (regény, Holnap, 1990)
- A kalandor lélek. Hová tűnt Nijinsky Casablancában; Seneca, Bp., 1998 (Thesaurus)
- Ben Dixi. Szerb Antalné esete a Kabbalával; Fapadoskonyv.hu, Bp., 2009

## Filmjei
- Verzió (1979) /R: Erdély Miklós, főszerep/
- Werther és szerelmei (1976) /R: Xantus János, társíró, narrátor)
- És így s eképp tovább (1978) /R: Xantus János, társíró/
- Diorissimo (1980) /R: Xantus János, társíró, szereplő/
- Női kezekben (1981) /R: Xantus János, szereplő /http://mandarchiv.hu/video/3547/Noi_kezekben
- Eszkimó asszony fázik (1983) /R: Xantus János, szövegíró/
- Hülyeség nem akadály (1986) /R: Xantus János, szövegíró/
- Városbújócska (1991) /R: Sós Mária, társíró/
- Blue Box (1993) /R:Káldor Elemér, főszereplő, szövegíró/
- Szerelem utolsó vérig (2002) /R: Dobray György, epizód/
- Rózsadomb (2004) /R: Mari Cantu, szereplő/
- Taxidermia (2006) /R: Pálfi György, epizód/

## Díjai
- Doron-ösztöndíj (1990-1991)

## Külső hivatkozások
- Artportal.hu
- Kortárs magyar írók
- Kozma György a PORT.hu-n (magyarul)
- Kozma György az Internet Movie Database oldalon (angolul)
- Színházi adattár. Országos Színháztörténeti Múzeum és Intézet. (Hozzáférés: 2025. március 19.)